# Goneylī
Goneylī (persiska: گونی لی, گنيلی) är en ort i Iran.   Den ligger i provinsen Golestan, i den norra delen av landet, 400 km nordost om huvudstaden Teheran. Goneylī ligger 472 meter över havet och antalet invånare är 118.
Terrängen runt Goneylī är huvudsakligen kuperad, men åt sydost är den bergig. Terrängen runt Goneylī sluttar västerut. Runt Goneylī är det ganska glesbefolkat, med 48 invånare per kvadratkilometer. Närmaste större samhälle är Kalāleh, 14,6 km sydväst om Goneylī. Trakten runt Goneylī består till största delen av jordbruksmark.